# Republika Chińska
Republika Chińska (chiń. upr. 中华民国; chiń. trad. 中華民國; pinyin Zhōnghuá Mínguó); inaczej Tajwan (chiń. upr. 台湾; chiń. trad. 臺灣 lub 台灣; pinyin Táiwān wymowaⓘ) – państwo nieuznawane przez większość społeczności międzynarodowej, leżące w Azji Wschodniej, zajmujące wyspę Tajwan oraz szereg pomniejszych wysp w Cieśninie Tajwańskiej. Kraj zajmuje powierzchnię 35 980 km², a zamieszkany jest przez 23 595 274 osób (szac. 2024).
Tajwan jest republiką z systemem półprezydenckim. Stolicą jest Tajpej, a największym miastem – sąsiadujące z nim Nowe Tajpej. Tajwan jest krajem wysoko rozwiniętym, zaliczanym do „azjatyckich tygrysów”, z gospodarką opartą na sektorach usługowym i przemysłowym. Szczególnie rozwinięty jest przemysł elektroniczny; kraj ten stanowi światowe centrum produkcji zaawansowanych układów scalonych. System demokratyczny na Tajwanie uznawany jest za jeden z najbardziej rozwiniętych na świecie.
Zdecydowaną większość ludności (95%) stanowią Chińczycy Han, w tym grupy Hoklo (65–70% ogółu) i Hakka (15%), którzy przybyli na wyspę z kontynentu na przestrzeni kilkuset lat, wypierając rdzenną ludność malajsko-polinezyjską (obecnie 2,3% populacji). Najliczniej używanymi językami są mandaryński (urzędowy) oraz tajwański. Kraj cechuje się zróżnicowaną strukturą wyznaniową; dominują buddyzm (35% w 2005 r.) i taoizm (33%).
Oficjalna nazwa kraju (Republika Chińska) odzwierciedla fakt, że jest on bezpośrednią kontynuacją Republiki Chińskiej istniejącej w Chinach kontynentalnych w latach 1912–1949, ustanowionej po obaleniu cesarstwa. W 1949 roku, po trwającej przeszło dwie dekady wojnie domowej władzę w kraju przejęły siły komunistyczne kierowane przez Mao Zedonga, które proklamowały powstanie Chińskiej Republiki Ludowej. Rząd republiki pod przewodnictwem Czang Kaj-szeka (Kuomintang) ewakuował się na Tajwan, a wraz z nim na wyspę emigrowało 1,2–2 mln osób. Według planów Czanga, który pozostawał u władzy do 1975 roku, Tajwan miał posłużyć za przyczółek do wyzwolenia kraju, nie doczekały się one jednak realizacji. Do 1971 roku Republika Chińska była członkiem ONZ (była stałym członkiem Rady Bezpieczeństwa), kiedy to jej miejsce zajęła Chińska Republika Ludowa.
W myśl konstytucji Republiki Chińskiej państwo to zachowuje roszczenia do całego terytorium Chińskiej Republiki Ludowej. ChRL z kolei uznaje Tajwan za część własnego terytorium. W myśl „polityki jednych Chin” rząd ChRL uznaje siebie za jedynego prawowitego reprezentanta Chin na arenie międzynarodowej; tradycyjnie analogiczną pozycję zajmował rząd Republiki Chińskiej, choć współcześnie w kraju toczy się w tej kwestii zagorzała debata polityczna.
Mimo izolacji na arenie międzynarodowej Tajwan utrzymuje ścisłe stosunki gospodarcze z wieloma krajami formalnie nieuznającymi jego państwowości, w szczególności ze Stanami Zjednoczonymi. Należy do kilku organizacji międzynarodowych, m.in. Światowej Organizacji Handlu i Międzynarodowego Komitetu Olimpijskiego, gdzie posługuje się nazwą Chińskie Tajpej.

## Historia
Oficjalnie rząd Republiki Chińskiej uznaje, że jest jedyną legalną władzą państwa chińskiego, obejmującego całość obszarów dzisiejszych Chin i Mongolii, a także części Rosji (Tuwa) i Indii (Arunachal Pradesh), lecz wskutek zwycięstwa rebelii komunistycznej na kontynentalnej części Chin, musiał czasowo przenieść się ze swojej konstytucyjnej stolicy Nankin na wyspę Tajwan. Historycznie jednak, Tajwan nigdy nie pozostawał pod władzą żadnej dynastii chińskiej z kontynentu.
Obecnie pod władzą RCh pozostają prowincja Tajwan oraz wyspy Penghu, Kinmen i Mazu, należące formalnie do prowincji Fujian. Poza organizacjami marginalnymi władza RCh nie zamierza kontynuować wojny domowej z władzą ChRL, zamiast wojny toczy się zażarta dyskusja polityczna w kwestii ogłoszenia secesji de iure i utworzenia państwa tajwańskiego. Prezydent Chen Shui-bian chciał rozpisać w marcu 2008 referendum na temat powrotu do ONZ pod nazwą Tajwan.
Do 1971 roku Republika Chińska była jednym z członków założycieli w Organizacji Narodów Zjednoczonych. Zbliżenie Chin Ludowych i USA na początku lat 70. XX w. oraz naciski władzy ChRL spowodowały, że Republika Chińska uznawana jest obecnie (2023) tylko przez 13 państw (m.in. Watykan, Paragwaj oraz słabo rozwinięte ekonomicznie wyspiarskie kraje rejonu Pacyfiku, kraje Ameryki Środkowej i Morza Karaibskiego). W latach 1999–2001 uznawała ją również Macedonia Północna w zamian za pomoc finansową (tzw. dyplomacja dolarowa). Od 1 stycznia 2002 Republika Chińska należy do WTO pod nazwą Oddzielny Obszar Celny Tajwanu, Penghu, Kinmen i Matsu.

## System władzy
Władza (chiń. upr. 治权; pinyin zhìquán) na Tajwanie zorganizowana jest według koncepcji Sun Jat-sena, uzupełniającej klasyczny trójpodział władzy wywodzący się z myśli Monteskiusza o elementy pochodzące z tradycji chińskiej. Według obowiązującej konstytucji, władze centralne dzielą się na pięć „izb” (chiń. upr. 院; pinyin yuàn): ustawodawczą, wykonawczą, sądowniczą, kontrolną i egzaminacyjną.
- Izba Ustawodawcza(inne języki), Lifa Yuan – odpowiednik parlamentu
- Izba Wykonawcza(inne języki), Xingzheng Yuan – odpowiednik rządu
- Izba Sądownicza(inne języki), Sifa Yuan – odpowiednik sądu najwyższego i trybunału konstytucyjnego
- Izba Kontrolna(inne języki), Jiancha Yuan – odpowiada połączonym kompetencjom audytu finansowego, cenzury i rzecznika praw obywatelskich (ombudsman)
- Izba Egzaminacyjna, Kaoshi Yuan – dba o rozwój służby cywilnej i nadaje uprawnienia kolejnych rang i stopni w administracji.

## Ludność
Skład etniczny: Hoklo (chiń. standard. Fulao, od używanego języka: Minnan) – 70%; Hakka (chiń. standard. Kejia) – 14%. Te dwie grupy łącznie zwane są benshengren (本省人; chiń. „urodzeni tutaj” – Chińczycy, których przodkowie zamieszkiwali Tajwan przed 1895 r.); waishengren (外省人; chiń. „urodzeni na zewnątrz”, Chińczycy z kontynentu, przodkowie przybyli w latach 1945–1950) – 14%; Aborygeni tajwańscy pochodzenia austronezyjskiego – 2% – dzielą się na kilkanaście grup etnicznych. Uwaga: określenie „Tajwańczyk” (chiń. Taiwanren) w zależności od kontekstu może oznaczać przedstawiciela grupy Hoklo, benshengrena lub zwolennika niepodległości Tajwanu.

## Religia
Głównymi religiami są: taoizm i konfucjanizm (48,5%), buddyzm (43%), chrześcijaństwo (7,4%), islam (0,5%). Historycznie istotną religią w czasach kolonii japońskiej było shintō.

## Gospodarka
Tajwan należy do państw rozwiniętych przemysłowo i jest jednym z tzw. azjatyckich tygrysów. W eksporcie dominują wyraźnie produkty elektroniczne i IT. Tajwańskie przedsiębiorstwo Taiwan Semiconductor Manufacturing Company (TSMC) jest największym na świecie producentem układów scalonych, w tym procesorów. Tajwańskimi przedsiębiorstwami są także m.in. MSI, BenQ, HTC, ADATA, Quanta Computer i Acer oraz ASUS, odpowiednio czwarty oraz piąty co do wielkości producenci komputerów osobistych na świecie. Na uwagę zasługuje również fakt, że niemal wszyscy najwięksi światowi producenci płyt głównych do komputerów mają swe siedziby w tym kraju (MSI, Gigabyte, ASRock i inne). Hon Hai Precision Industry, znane jako Foxconn, jest największym na świecie producentem urządzeń elektronicznych, który wytwarza m.in. smartfony dla firm Apple, Nokia i Xiaomi, konsole 3DS i Wii U dla Nintendo, PlayStation dla Sony i Xbox dla Microsoftu oraz czytniki Kindle dla Amazona. Foxconn jest jednym z największych pracodawców na świecie. Podobną działalność, polegającą na produkcji elektroniki konsumenckiej dla innych producentów (ang. contract manufacturing) prowadzą również Pegatron czy Wistron.
Silną pozycję w gospodarce wyspy mają także przemysł chemiczny (Formosa Chemicals, Nan Ya Plastics i Formosa Plastics), stoczniowy (CSBC Corporation, Taiwan i Jong Shyn Shipbuilding) i produkcja stali (China Steel).
Tajwan jest także światowym centrum produkcji rowerów i komponentów rowerowych z takimi czołowymi markami jak Giant, Merida, Maxxis, Marzocchi. Silnie rozwinięty jest przemysł motoryzacyjny, ze szczególnym uwzględnieniem producentów skuterów (będących podstawowym środkiem transportu indywidualnego na Tajwanie), motocykli i quadów. Znane są takie przedsiębiorstwa jak KYMCO, SYM, Aeon Motor czy Gogoro, będące pionierem w branży skuterów elektrycznych. Czołowym producentem i importerem samochodów jest Yulon Motor.
W kraju tym działa kilka elektrowni jądrowych i kilkanaście węglowych. Znaczący udział w imporcie ma ropa naftowa.
W rolnictwie dominuje chów trzody chlewnej, uprawia się też banany. Tajwańskie przedsiębiorstwo Uni-President Enterprises Corporation jest największym w Azji producentem artykułów spożywczych. Uni-President prowadzi na Tajwanie także m.in. sieć sklepów typu convenience 7-Eleven.
PKB na jednego mieszkańca w 2009 roku wyniosło 16 392 $, a w 2018 roku już 24 577 $.
Bardzo dobrze rozwinięta jest sieć internetowa. W 2020 roku 92,4% ludności Tajwanu było użytkownikami internetu.

### Emisja gazów cieplarnianych
Emisja równoważnika dwutlenku węgla z terenu Tajwanu wyniosła w 1990 roku 142 Mt, z czego 124,23 Mt stanowił dwutlenek węgla. W przeliczeniu na mieszkańca emisja wyniosła wówczas 6,116 t dwutlenku węgla, a w przeliczeniu na 1000 dolarów PKB 310 kg. Od tego czasu emisje rosły nieprzerwanie do roku 2007. Po spadku w 2008 i 2009 nastąpił nieznaczny wzrost i od tego czasu poziom jest mniej więcej wyrównany. Głównym źródłem emisji cały czas była energetyka, a z czasem jej procentowy udział w całej emisji rośnie. W 2018 emisja dwutlenku węgla pochodzenia kopalnego wyniosła 284,55 Mt, a w przeliczeniu na mieszkańca 12 t i w przeliczeniu na 1 dolar PKB 274 kg. Udział innych gazów cieplarnianych niż dwutlenek węgla jest dość mały, choć rośnie.

### Turystyka
W 2019 roku kraj ten odwiedziło 11,864 mln turystów (7,2% więcej niż w roku poprzednim), generując dla niego przychody na poziomie 14,411 mld dolarów.

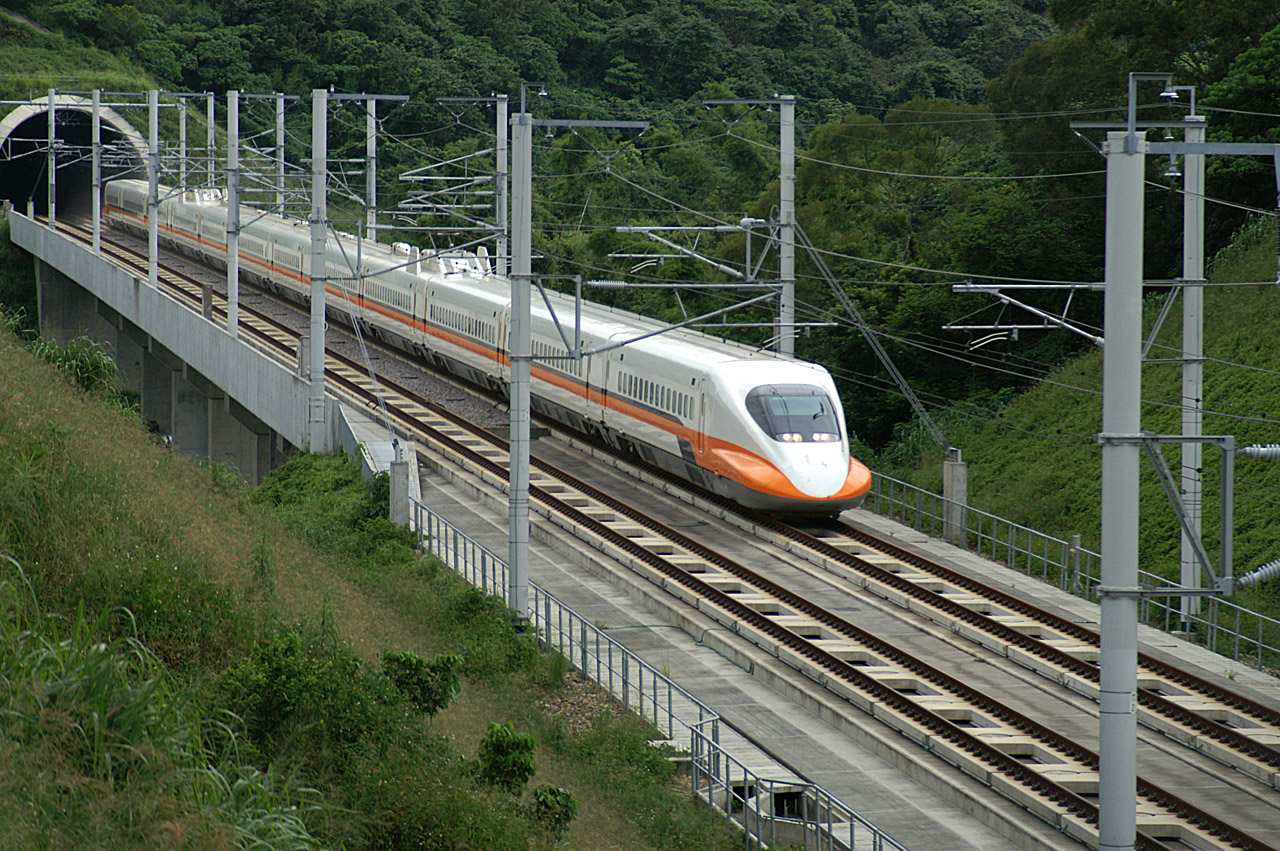
Tajwańska kolej wysokich prędkości

## Transport
Głównym portem lotniczym jest port lotniczy Tajpej-Taiwan Taoyuan (44,8 mln pasażerów w roku 2017, 46,5 mln w roku 2018 i 48,7 mln w 2019), położony na północy Tajwanu w mieście Taoyuan, 25 km na zachód od Tajpej. Główną linią lotniczą kraju jest przewoźnik China Airlines, z węzłem w Tajpej. Ruch międzynarodowy obsługują też trzy inne porty lotnicze.

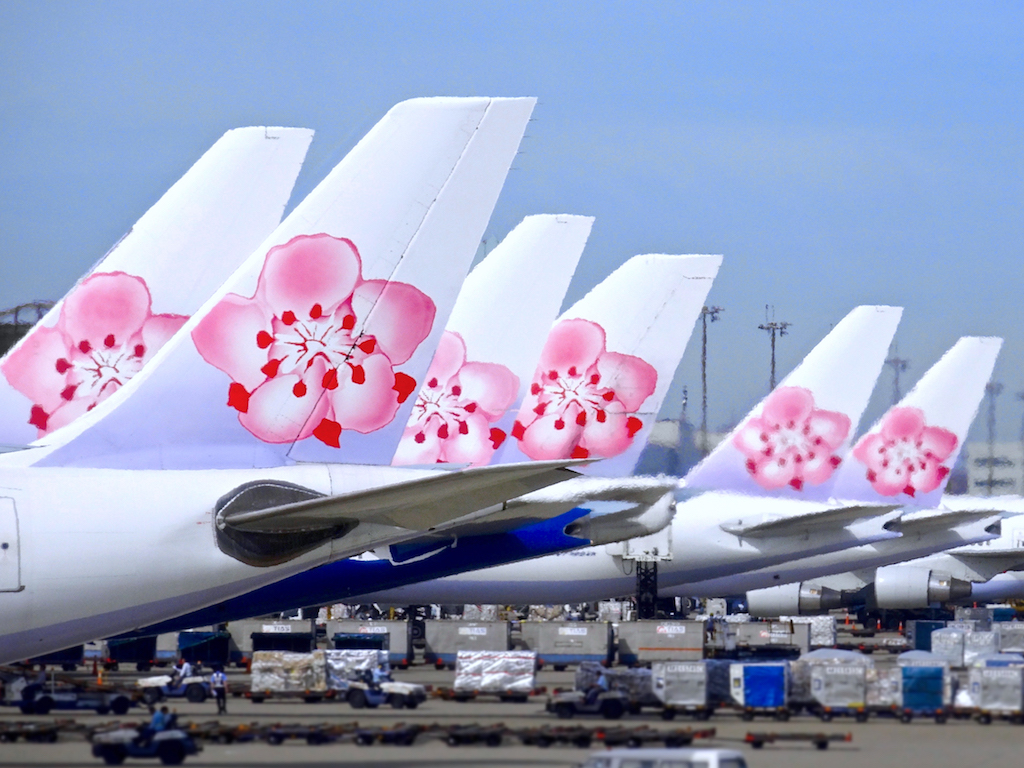
Samoloty China Airlines na międzynarodowym lotnisku Taoyuan

Z uwagi na trudny teren sieci kolejowa i drogowa Tajwanu przez wiele lat były słabo rozwinięte. Sieć kolejowa składała się z krótkich, izolowanych, wąskotorowych linii na wybrzeżu wschodnim. Od lat 70. XX wieku rozpoczął się szeroko zakrojony proces modernizacji, scalania i przekuwania linii na tor normalny (1435 mm). Głównymi inwestycjami lat 80. XX wieku były budowa szybkiej kolei na 363-kilometrowym odcinku Jilong – Gaoxiong i przebijanie przez trudne górskie masywy linii Yilan – Hualian. Na tej drugiej, 122-kilometrowej, trasie wybudowano prawie 60 tuneli. Ogólnie sieć kolejowa Tajwanu w początku lat 90. XX wieku miała długość 4700 km. Kraju nie ominęła także redukcja niektórych linii lokalnych.
Sieć drogowa najgęstsza jest na północy i południowym zachodzie wyspy. Wiele dróg górskich jest wąskich i ma bardzo niebezpieczny charakter.
Ważna dla Tajwanu jest żegluga morska. Znaczną część floty stanowią kontenerowce. W latach 80. XX wieku tajwańska firma Yangming była największym na świecie przewoźnikiem kontenerowym. Jednym z większych portów na wyspie jest Taizhong na wybrzeżu północno-zachodnim. Przewoźnik Fujian Cross Strait Ferry zapewnia stąd połączenie promowe z portem Pingtan na wyspie Pingtan w prowincji Fujian.

## Podział administracyjny

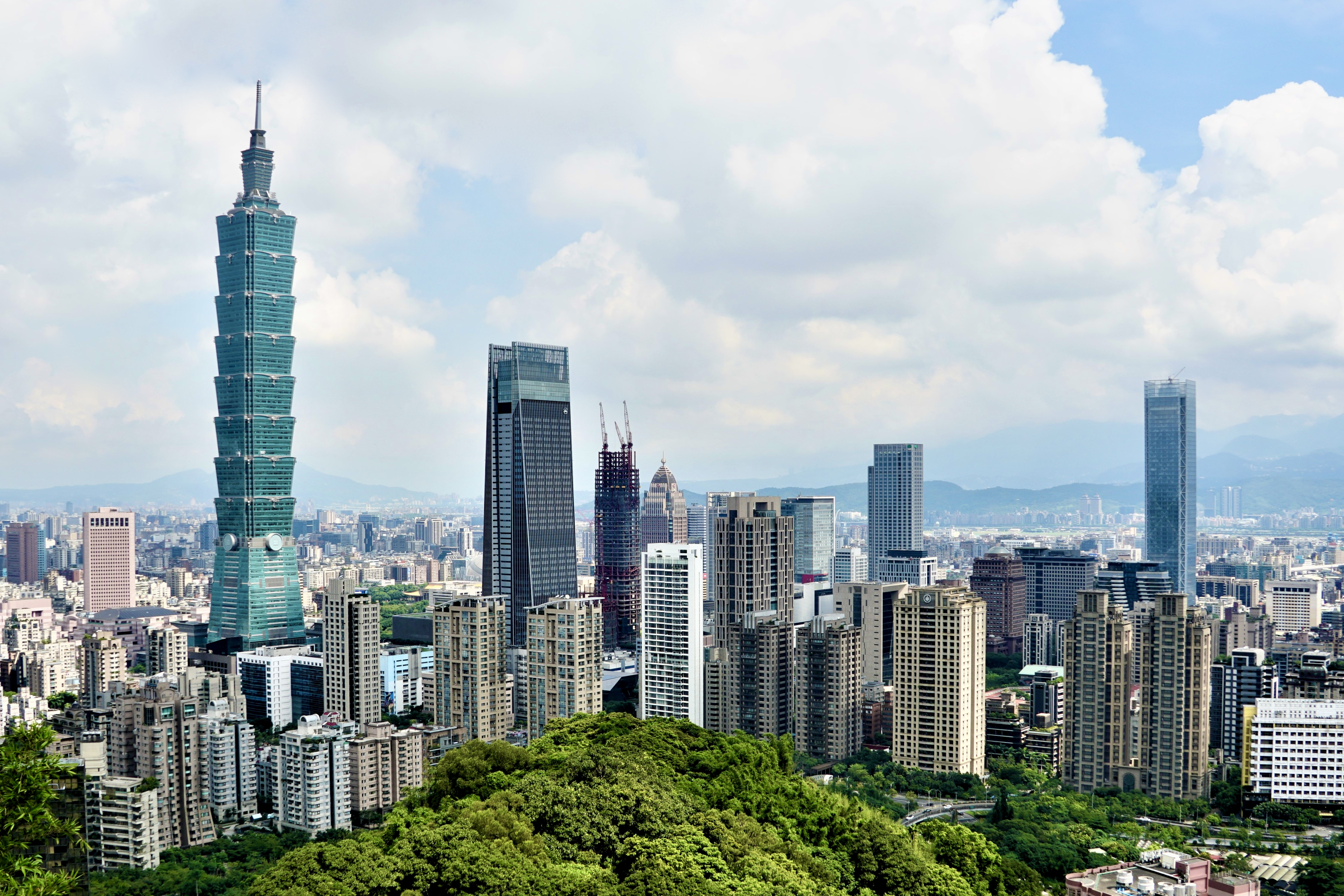
Tajpej

Nowe Tajpej

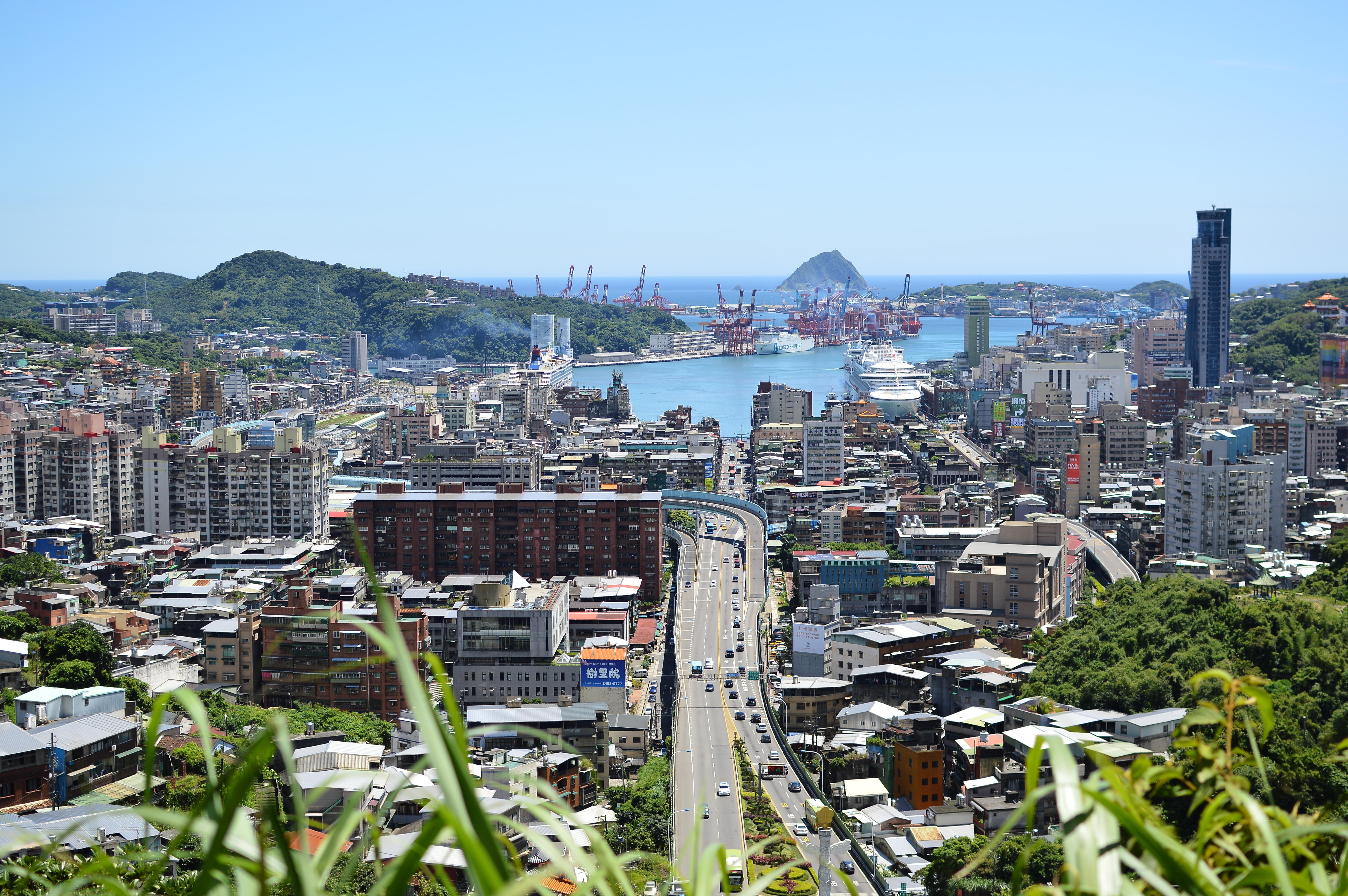
Keelung

Republika Chińska składa się z 2 prowincji: Tajwan i Fujian, oraz 6 miast wydzielonych: Tajpej, Kaohsiung, Nowe Tajpej, Taizhong, Tainan i Taoyuan.

### Miasta Republiki Chińskiej
| Flaga | Nazwa       | Chiński | Hanyu pinyin | Liczba ludności (2010) | Powierzchnia (km²) |
| ----- | ----------- | ------- | ------------ | ---------------------- | ------------------ |
|       | Nowe Tajpej | 新北市  | Xīnběi shì   | 3 897 367              | 2 052,57           |
|       | Kaohsiung   | 高雄市  | Gāoxióng shì | 2 773 483              | 2 946,27           |
|       | Taizhong    | 臺中市  | Táizhōng shì | 2 648 419              | 2 214,90           |
|       | Tajpej      | 臺北市  | Táibĕi shì   | 2 618 772              | 271,80             |
|       | Taoyuan     | 桃園市  | Táoyuán shì  | 2 002 060              | 1 220,95           |
|       | Tainan      | 臺南市  | Táinán shì   | 1 873 794              | 2 191,65           |
|       | Xinzhu      | 新竹市  | Xīnzhú shì   | 415 344                | 104,15             |
|       | Keelung     | 基隆市  | Jīlóng shì   | 384 134                | 132,76             |
|       | Jiayi       | 嘉義市  | Jiāyì shì    | 272 390                | 60,02              |

## Siły zbrojne
W składzie swoich sił zbrojnych posiada wojska lądowe, marynarkę wojenną oraz siły powietrzne.
Wojska tajwańskie liczą 165 tys. żołnierzy zawodowych oraz 1,7 mln rezerwistów. Według rankingu Global Firepower (2021) tajwańskie siły zbrojne stanowią 22. siłę militarną na świecie, z rocznym budżetem na cele obronne w wysokości 13 mld dolarów (USD).

## Stosunki międzynarodowe
Ze względu na aktywne kontakty handlowe i kulturalne z Polską powołano Warszawskie Biuro Handlowe w Tajpej (obecnie Biuro Polskie w Tajpej) oraz Biuro Kulturalno-Gospodarcze Tajpej (obecnie Biuro Przedstawicielskie Tajpej w Polsce) w Warszawie. Oba biura są podległe ministerstwom spraw zagranicznych danych państw i pełnią rolę przedstawicielstw dyplomatycznych/urzędów konsularnych. Wizy i paszporty są wydawane w Tajpej i są sygnowane jako „Konsul w Tokio II”. Od 1998 funkcjonuje też w Warszawie przedstawicielstwo Tajwańskiej Rady Rozwoju Handlu Zagranicznego.
Od 1 października 2008 obywatele Unii Europejskiej udający się w podróż na wyspę zwolnieni są z obowiązku posiadania wizy na pobyt nieprzekraczający 30 dni. 11 stycznia 2011 na zasadzie wzajemności (z uwagi na zwolnienie mieszkańców Tajwanu z obowiązku wizowego na obszarze państw Schengen na pobyty nieprzekraczające 90 dni w ciągu każdego okresu 6-miesięcznego) okres ten przedłużono do 90 dni. Warunkiem zwolnienia z obowiązku wizowego jest posiadanie paszportu ważnego przynajmniej 6 miesięcy w momencie wjazdu na Tajwan (zwolnienie z obowiązku wizowego nie dotyczy posiadaczy paszportów tymczasowych) oraz dokumentu podróży, potwierdzającego opuszczenie Tajwanu przed upływem 90. dnia pobytu.
W 2021 roku ogłoszono, że Tajwan otworzy przedstawicielstwo w Wilnie. Będzie to pierwsze przedstawicielstwo Tajwanu w Unii Europejskiej (dotychczas wszystkie biura reprezentacyjne miały w nazwie stolicę Tajwanu, Tajpej). Jednocześnie Litwa założy w Tajwanie przedstawicielstwo biznesowe do końca roku. Obie zapowiedzi zostały oprotestowane przez Chińską Republikę Ludową.

### Uznanie na arenie międzynarodowej
Republika Chińska uznawana jest przez 12 państw:

- Belize
- Eswatini
- Gwatemala
- Haiti
- Palau
- Paragwaj
- Saint Kitts i Nevis
- Saint Lucia
- Saint Vincent i Grenadyny
- Tuvalu
- Watykan
- Wyspy Marshalla